# Keir House

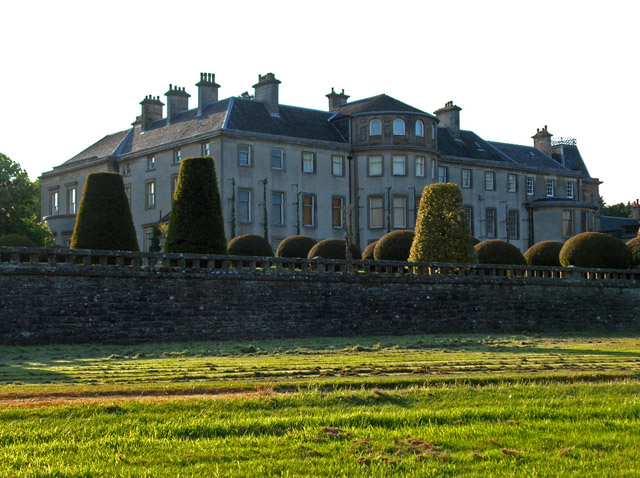
Keir House

Keir House ist ein Herrenhaus nahe der schottischen Kleinstadt Dunblane in der Council Area Stirling. 1971 wurde das Bauwerk in die schottischen Denkmallisten in der höchsten Denkmalkategorie A aufgenommen. Auf dem Anwesen sind insgesamt 27 weitere Bauwerke einzeln denkmalgeschützt, darunter befinden sich mit dem Gutshof und der South Lodge zwei weitere Kategorie-A-Bauwerke. Das Gesamtanwesen ist des Weiteren im schottischen Register für Landschaftsgärten verzeichnet. In vier von sieben Kategorien wurde das höchste Prädikat „herausragend“ verliehen.

## Geschichte
Im Jahre 1448 gelangte das Anwesen in den Besitz des Clans Stirling. Zwischen 1517 und 1553 wurde Keir erweitert. Die Keimzelle des heutigen Gebäudes entstand mit hoher Wahrscheinlichkeit in dieser Periode. Auf der Seite der Jakobiten unterstützte der Clan Stirling die Jakobitenaufstände, infolgedessen der Clan enteignet wurde. Trotzdem nutzte der Clan Keir House auch in den folgenden Jahrhunderten. Keir House und die einbettenden Parks und Gärten wurden in den 1750er und 1760er erweitert und überarbeitet. Zur Finanzierung dienten Gewinne aus den landwirtschaftlichen Besitzungen des Clans auf Jamaika.
Auch im Laufe des 19. Jahrhunderts wurden die Arbeiten sukzessive fortgeführt. Für die umfassenden Arbeiten an Keir House sowie die Anlage verschiedener Außengebäude zwischen 1820 und 1831 zeichnet der schottische Architekt David Hamilton verantwortlich. Als Laird von Keir (1847 bis zu seinem Tod im Jahre 1878) beauftragte William Stirling-Maxwell Alfred Jenoure mit der Überarbeitung des Anwesens. James Niven übernahm die Umgestaltung der Gärten. Um 1900 überarbeitete und erweiterte der schottische Architekt Robert Rowand Anderson Keir House.

## Beschreibung
Keir House steht isoliert jeweils rund 1,5 km südwestlich von Dunblane beziehungsweise nordwestlich von Bridge of Allan nahe dem Übergang der M9 in die A9. Das dreistöckige Herrenhaus ist im Wesentlichen georgianisch ausgestaltet. Seine Fassaden sind mit Harl verputzt.
Den rund 500 m nordöstlich des Herrenhauses gelegenen Gutshof entwarf David Bryce im Jahre 1832. Zwischen 1855 und 1861 ließ Stirling-Maxwell das teils im Stile der Neorenaissance ausgestaltete, U-förmige Bauwerk erweitern.
Die South Lodge mit ihrer dorischen Torzufahrt markierte einst die südöstliche Grenze des Anwesens entlang eines Zufahrtsweges. An ihrem ursprünglichen Standort verläuft heute die M9, weshalb das Bauwerk mit dem Autobahnbau 1969 versetzt wurde.